# Ford Ikon
Ford Ikon (укр. Форд Айкон) - легковий автомобіль, що випускається і продається компанією Форд, в основному на території Індії. У Південній Африці, Мексиці та Китаї виробництва були закінчені в грудні 2006, вересні 2007 та протягом 2007 року відповідно. Автомобіль являв собою версію седан Ford Fiesta Mark V, побудований на платформі Ford B3. 

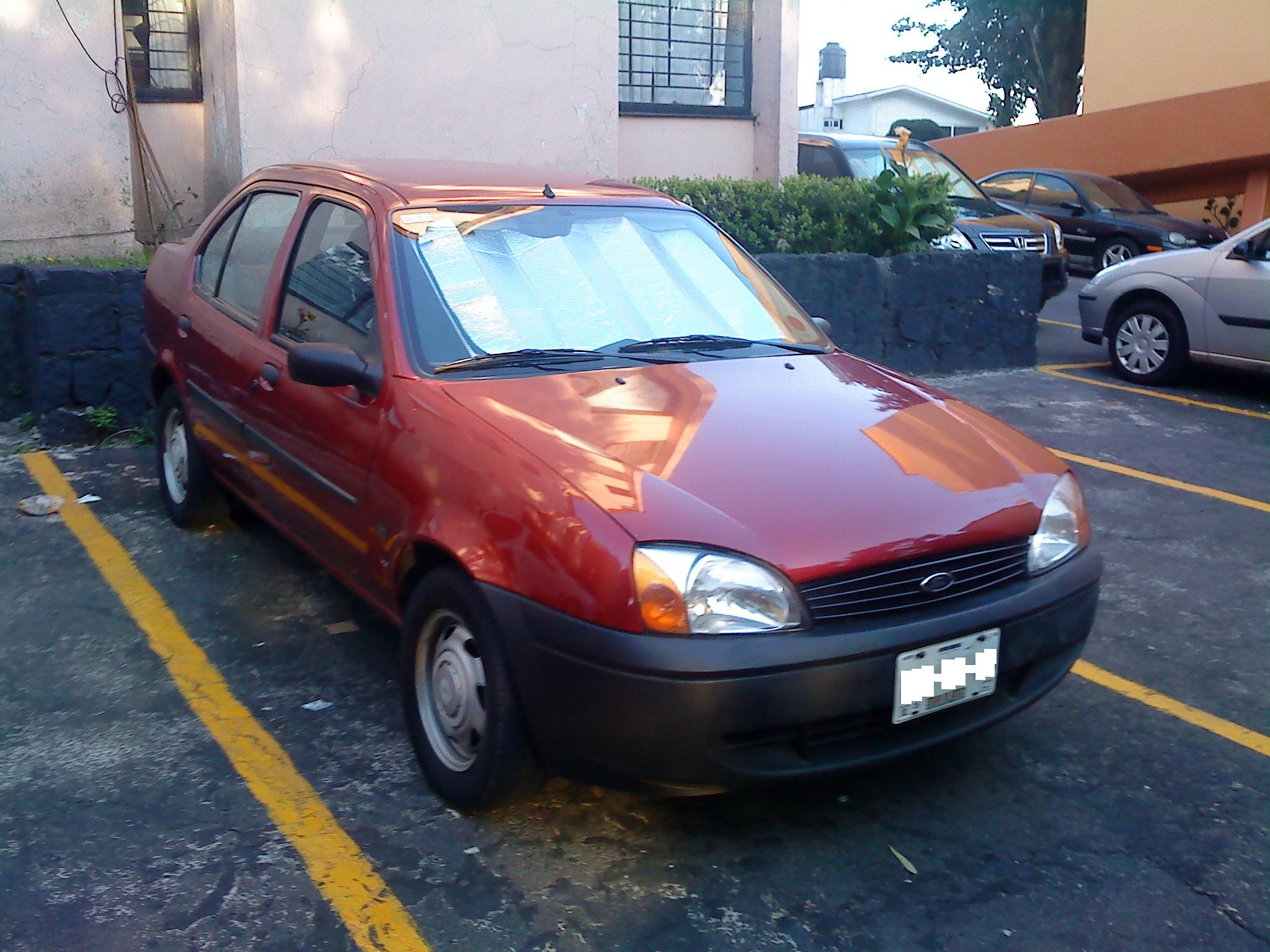
Ford Ikon

Мексиканські і південноафриканські Ikon'и були близькі до європейських Fiesta Mark IV і V, отримавши всі ті ж атрибути та аксесуари що і європейські покупці. На індійському Ikon'і була здешевлена підвіска, оздоблення. Китайський Ikon був посередині між тими і тими за всіма параметрами. 
У Мексиці, Бразилії та Китаї Ikon збувався як седан Fiesta. У Бразилії, ця модель була замінена новою 4-дверною моделлю на основі південноафриканської Fiesta. У Південній Африці, Ikon був замінений іншою 4-дверний моделлю на базі європейської Fiesta Mark IV, і зробленої в Індії, в якій продавалася як раз, як Ikon. 
Форд припинив випуск седана Ikon в Мексиці після вересня 2007 року. Продажі припинилися вже до січня 2008 року разом з Ford Ka. 

## Друге покоління

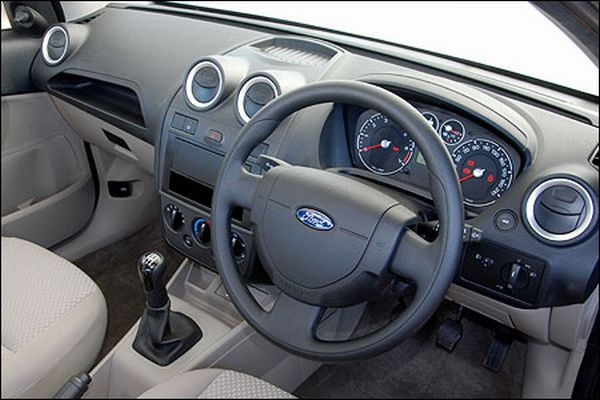
Ford Ikon (ПАР) (з 2007-)

Друге покоління Ford Ikon виробляється в ПАР з 2007 року, в Індії модель називається Ford Fiesta. Ці моделі не подібні на європейську модель і побудовані на базі основі п'ятого покоління європейської Фієсти. Цей седан продавався в двох модифікаціях двигуна, Дизельний Duratorq 1.4 TDCI SOHC (68 к.с., 160 Нм) та Бензиновий Duratec 1.6 16V DOHC (101 к.с., 143 Нм). 

## Зноски
1. ↑  Опис моделі Ford Ikon (ПАР) [Архівовано 9 липня 2010 у Wayback Machine.] 18.07.2010